# Hôpital de Hazrat Mehdi
 (juillet 2025).
Si vous disposez d'ouvrages ou d'articles de référence ou si vous connaissez des sites web de qualité traitant du thème abordé ici, merci de compléter l'article en donnant les références utiles à sa vérifiabilité et en les liant à la section « Notes et références ».
 (septembre 2023).
L'hôpital Hazrat Mehdi ou Mahdi, (en persan : بیمارستان حضرت مهدی) est un grand hôpital en Iran à Téhéran, dans le quartier de Keshavarz de l'ouest , rue de Baqerkhan et à côté de la station de métro Modaféân-é Salamat. En mars 2023, en présence du président à l'époque, Ebrahim Raisi, sa première phase fut mise en service. La capacité de cet hôpital est presque 1 000 de lits. Les autorités iraniennes  le considèrent comme le plus grand projet de traitement du pays et unique au Moyen-Orient. Cet hôpital se compose de 18 étages, chaque étage comporte trois ailes et la superficie totale de cet hôpital est de 108 157 mètres carrés.

## Capacité
L'hôpital Hazrat Mehdi dispose de 522 lits normaux, 204 lits spéciaux, 110 lits d'urgence et 42 lits de salle d'opération. Il dispose également de 27 lits post-angio, 30 lits de chirurgie ambulatoire quotidienne.
Ce grand hôpital compte 380 professeurs, et grâce à la variété des domaines et des installations et équipements disponibles, il est possible d'effectuer les interventions chirurgicales les plus difficiles et les plus importantes telles que la transplantation hépatique et la chirurgie de la base du crâne dans ce centre médical.
Ce complexe possède une architecture et un hôtellerie ultra-avancés et dotés de 6 générateurs pour fournir son électricité, chacun de ces générateurs est suffisant pour un grand complexe hospitalier. Sur le toit  de L'hôpital il y a une hélisurface.